# V Virginis
V Virginis är en pulserande variabel av Mira Ceti-typ i stjärnbilden Jungfrun. 
Stjärnan varierar mellan visuell magnitud +8,1 och 15,0 med en period av 249 dygn.